# Dugesia mirabilis
Dugesia mirabilis és una espècie de triclàdide dugèsid que habita l'aigua dolça de Kenya. El nom específic vol dir "bonica" en llatí i fa referència a l'aparença de l'aparell copulador en seccions.